# Ballon Hill
Pour les articles homonymes, voir Ballon.
Ballon Hill est une colline avec une enceinte de l'âge du bronze comprenant des lieux de sépulture, située près du village de Ballon dans le comté de Carlow,,.

## Description
Ballon Hill est un site archéologique répertorié en tant qu'Irish National Monument. Il se trouve sur une petite colline près du village de Ballon. Il est principalement utilisé comme lieu de sépulture à l'âge du bronze, le site est découvert lors de fouilles au XIXe siècle et dans une plus récente étude archéologique à l'aide du Lidar

## Histoire
Le site semble avoir été utilisé pour des sépultures depuis 2200 av. J.-C., avec au moins trois lieux de sépulture datant de cette époque. Fouillé par John James Lecky et J. Richardson Smith de 1853 à 1855, le site fournit l'un des plus grands ensembles de la poterie jamais découverts en Irlande. L'utilisation du site semble avoir été à son apogée à partir de -2020 à -1920.
Une grande partie de la céramique du site est maintenant conservée au musée national d'Irlande et au British Museum. En 1997, le musée du comté de Carlow reçoit un don non sollicité d'un couteau rasoir et de deux pierres polies issus de l'une des tombes fouillées. En 2012, le Ballon Hill Archaeology Project est créé pour mener une nouvelle enquête sur le site, financée par le Carlow Historical et Archaeological Society and Carlow County Development Partnership, à l'aide d'un lidar et d'autres outils de relevé modernes. Les résultats de ce travail sont publiés dans un rapport en 2014 et dans un article du Journal of the Royal Society of Antiquaries of Ireland,.